# 18e régiment d'infanterie (Reichswehr)
Pour les articles homonymes, voir 18e régiment.
Le 18e régiment d'infanterie est un régiment de la Reichswehr dont le quartier général régimentaire est à Paderborn.

## Histoire
Le régiment est formé le 1er janvier 1921 à partir des 13e et 14e régiments d'infanterie de la Reichswehr et des 31e et 32e régiments de chasseurs de la Reichswehr de l'armée de transition. Puisqu'il s'agit d'une unité mixte en termes d'équipes régionales, seuls les bataillons respectifs reçoivent le 29 mai 1922 la désignation d'équipe régionale « prussien » ou « lippien » en plus de leur nom
Au fur et à mesure de l'expansion de la Reichswehr, le régiment est divisé lors de la première vague de formation en 1934, formant le régiment d'infanterie de Paderborn (IR 18) et le régiment d'infanterie de Münster (IR 39).

### Garnisons
- Paderborn : État-major régimentaire, 1er bataillon (prussien) avec état-major et 13e compagnie (MW)
- Münster : 2e bataillon (prussien) avec état-major
- Bückeburg : État-major du 3e bataillon, 11e compagnie (schaumbourgeois-lippien) et 12e compagnie (prussien)
- Hamelin : 9e compagnie (prussien) et 10e compagnie (prussien)
- Detmold : bataillon d'entraînement (lippien)

### Commandants
| N°  | Nom                                                | Début             | Fin               |
| --- | -------------------------------------------------- | ----------------- | ----------------- |
| 1.  | Oberst Karl Felsch                                 | 1er janvier 1921  | 15 juin 1921      |
| 2.  | Oberst/Generalmajor Georg von Stillfried-Rattonitz | 16 juin 1921      | 31 janvier 1923   |
| 3.  | Oberst Hans Kloebe (de)                            | 1er février 1923  | 31 mars 1925      |
| 4.  | Oberst Gerd von Rundstedt                          | 1er avril 1925    | 30 septembre 1926 |
| 5.  | Oberst Walter von Schleinitz (de)                  | 1er novembre 1926 | 28 février 1928   |
| 6.  | Oberst Hugo Zeitz                                  | 1er mars 1928     | 30 avril 1931     |
| 7.  | Oberst Hubert Schaller-Kallide (de)                | 1er mai 1931      | 30 septembre 1933 |
| 8.  | Oberst Emil Reischle                               | 1er octobre 1933  | 30 novembre 1935  |
| 9.  | Oberst Eccard von Gablenz                          | 1er décembre 1935 | 23 novembre 1938  |
| 10. | Oberst Alexander von Daniels (de)                  | 24 novembre 1938  | 10 décembre 1940  |

## Divers

### Adoption de la tradition
Le régiment reprend la tradition des anciens régiments en 1921.
- 1re compagnie : 17e régiment d'infanterie
- 2e compagnie : 131e régiment d'infanterie
- 3e compagnie : 97e régiment d'infanterie
- 4e compagnie : 158e régiment d'infanterie
- 5e compagnie : 13e régiment d'infanterie
- 6e compagnie : 39e régiment de fusiliers
- 7e compagnie : 16e régiment d'infanterie
- 8e compagnie : 144e régiment d'infanterie
- 9e compagnie : 69e régiment d'infanterie
- 10e compagnie : 164e régiment d'infanterie
- 11e compagnie : 7e bataillon de chasseurs à pied (de)
- 12e compagnie : 7e bataillon de chasseurs à pied
- 13e compagnie : 173e régiment d'infanterie
- 14e compagnie : 55e régiment d'infanterie
- 15e compagnie : 53e régiment d'infanterie
- 16e compagnie : 15e régiment d'infanterie (de)